# Глен-Берни
Глен-Берни (англ. Glen Burnie) — некорпоративное сообщество и статистически обособленная местность в округе Анн-Арандел в штате Мэриленд в Соединённых Штатах Америки. Пригород Балтимора. 
Согласно данным переписи населения США 2020 года число жителей Глен-Берни
составляло 72 891 человек.

## История
В 1812 году окружной прокурор Элиас Гленн основал поселение около того места, которое сейчас известно как Бруклин-Парк. Он назвал свою собственность «Гленнсберн» (англ. Glennsburne). Позднее название было изменено на «Ферма Гленнсборн» (англ. Glennsbourne Farm), а затем на «Гленберни» (англ. Glenburnie), поскольку собственность передавалась потомкам Гленна. В записях также указаны названия «Станция Трейси» (англ. Tracey's Station) и «Миртл» (англ. Myrtle) в честь местного почтмейстера Сэмюэля Сьюэлла Трейси Только в 1930 году почтмейстер Луис Дж. ДеАльба решил, что два слова лучше одного, и дал городу окончательное название Глен-Берни.

## География
Согласно данным Бюро переписи населения США, общая площадь сообщества Глен-Берни составляет 18,0 квадратных миль (46,7 км2), из которых 17,3 квадратных миль (44,9 км2) приходится на сушу, а 0,69 квадратных миль (1,8 км2) или 3,95%) — на водную поверхность.

## Климат
Климат в этой области характеризуется жарким, влажным летом и, как правило, мягкой или прохладной зимой. Согласно системе классификации климата Кёппена, в Глен-Берни влажный субтропический климат, сокращенно обозначаемый на климатических картах «Cfa».